# Sailly-Saillisel
Sailly-Saillisel  là một xã ở tỉnh Somme, vùng Hauts-de-France, Pháp.

## Địa lý
Thị trấn này có cự ly khoảng 33 dặm Anh về phía đông bắc của Amiens, giao lộ giữa đường N17 và đường D172, gần giáp ranh với Pas-de-Calais.

## Dân số
| 1962                                                         | 1968 | 1975 | 1982 | 1990 | 1999 |
| ------------------------------------------------------------ | ---- | ---- | ---- | ---- | ---- |
| 371                                                          | 382  | 404  | 404  | 417  | 410  |
| Số liệu điều tra dân số từ năm 1962, dân số không tính trùng |      |      |      |      |      |